# Novi Grad, Sevnica
Novi Grad este o localitate din comuna Sevnica, Slovenia, cu o populație de 43 de locuitori.